# Cason Wallace

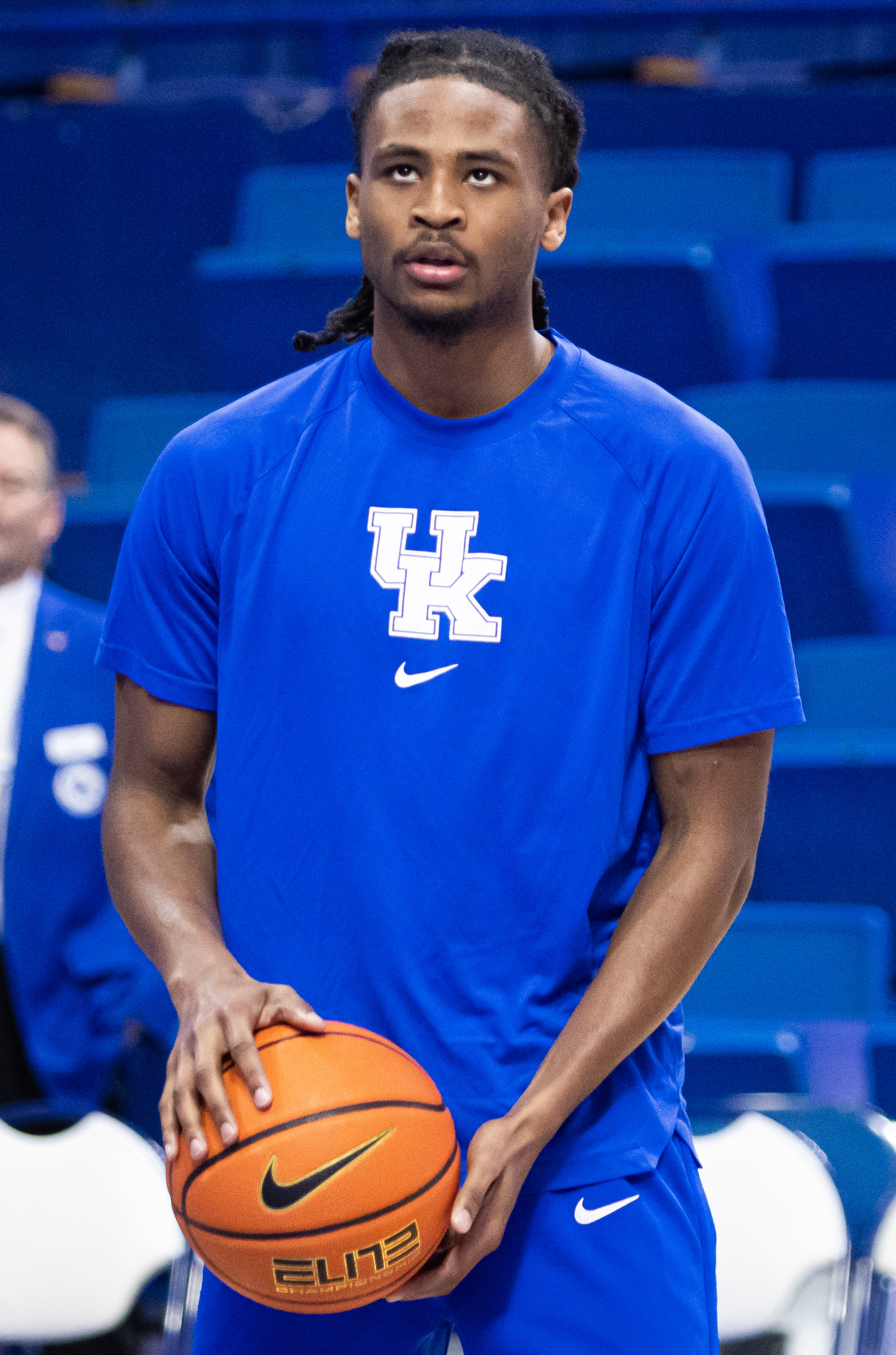
Cason Wallace, 2023.

Cason Wallace, född 7 november 2003 i Dallas i Texas, är en amerikansk professionell basketspelare (PG/SG) som spelar för Oklahoma City Thunder i National Basketball Association (NBA).
Han draftades av Dallas Mavericks i första rundan i 2023 års draft som tionde spelare totalt.
Innan Wallace blev proffs studerade han vid University of Kentucky och spelade för deras idrottsförening Kentucky Wildcats.
Wallace är bror till Keaton Wallace och kusin till Terrel Harris.